# Karaops larryoo
Espèce
Karaops larryoo est une espèce d'araignées aranéomorphes de la famille des Selenopidae.

## Distribution
Cette espèce est endémique du Kimberley en Australie-Occidentale,. Elle se rencontre vers Larryoo.

## Description
Le mâle holotype mesure 5,61 mm.

## Étymologie
Son nom d'espèce lui a été donné en référence au lieu de sa découverte, Larryoo.

## Publication originale
- Crews & Harvey, 2011 : The spider family Selenopidae (Arachnida, Araneae) in Australasia and the Oriental region. ZooKeys, no 99, p. 1-103 (texte intégral).